# Буркгард Кордіс
Буркгард Кордіс (порт. Burkhard Cordes, 15 травня 1939) — бразильський яхтсмен.
Бронзовий призер Олімпійських Ігор 1968 року в класі Летючий голандець.
Переможець Панамериканських ігор 1975 року в класі Летючий голандець, срібний призер 1967 року в класі Летючий голандець.